# Burt Sugarman
Burton Roy "Burt" Sugarman (Los Ángeles, 4 de enero de 1939) es un productor de televisión estadounidense conocido por crear y producir la icónica serie de los años 1970 y 1980 The Midnight Special. También se encargó de producir los programas de concursos y variedades Celebrity Sweepstakes, The Richard Pryor Show, Whew! y The Wizard of Odds.
Produjo las películas Kiss Me Goodbye, Extremities y Children of a Lesser God. Fue el productor ejecutivo de la película Crimes of the Heart en 1986 y de la serie de televisión The Newlywed Game en 1988. También fue copropietario de las industrias Barris antes de ser vendidas a Sony en 1989.

## Vida personal
Sugarman se casó con Mary Hart en 1989. La pareja tuvo un hijo. Previamente había estado casado con Pauline Schur y con la actriz Carol Wayne, y estuvo comprometido con Ann-Margret en 1962.

## Premios y distinciones
Premios Óscar
| Año  | Categoría                 | Película               | Resultado |
| ---- | ------------------------- | ---------------------- | --------- |
| 1987 | Óscar a la mejor película | Hijos de un Dios Menor | Nominado  |